# Kvarnhilet
Kvarnhilet är en sjö i Falu kommun i Dalarna och ingår i Dalälvens huvudavrinningsområde.